# Kiem Pauli

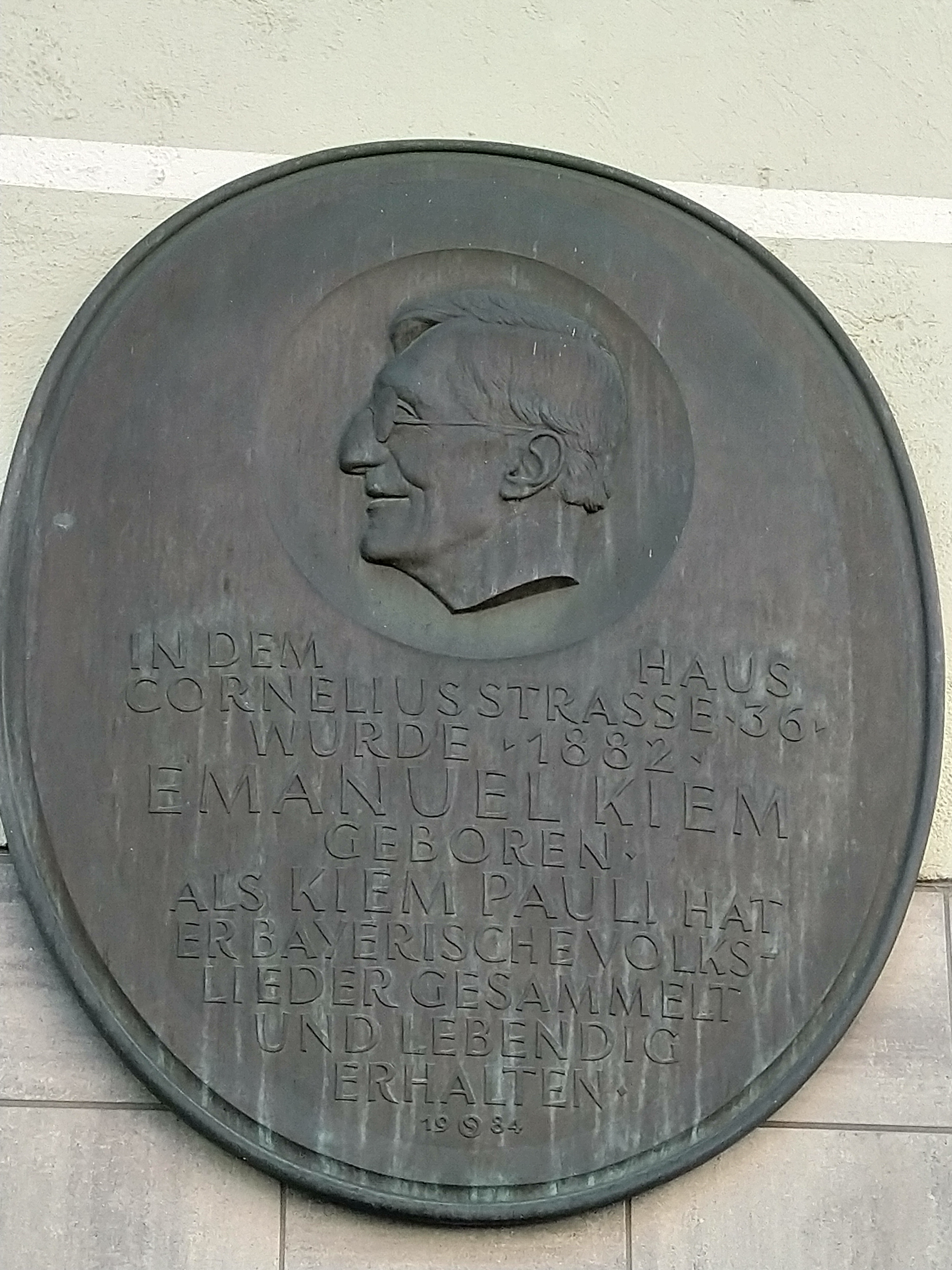
Gedenktafel (1984) an Paulis Geburtshaus in der Corneliusstraße 36

Kiem Pauli (* 25. Oktober 1882 in München; † 10. September 1960 in Wildbad Kreuth; eigentlich Emanuel Kiem, nach älteren Angaben auch Paul Kiem) war ein Musikant und Volksliedsammler, der wesentlich zur Wiederbelebung der bayerischen Volksmusik in der ersten Hälfte des zwanzigsten Jahrhunderts beitrug.

## Leben
Kiem Pauli wuchs in München auf, die Mutter starb früh, seine Kindheit bezeichnete er selbst als „alles, nur nicht schön“. 1903 gründete Michael Dengg die Tegernseer Bauernbühne, Kiem arbeitete dort als Musiker und Kassierer, schließlich auch als Schauspieler.
Kiem Pauli blieb als Musiker am Tegernsee und lernte dort Ludwig Thoma kennen, der ihm Weihnachten 1919 das Liederbuch Steyerisches Raspelwerk von Konrad Mautner, eine umfangreiche Sammlung österreichischer Volkslieder, schenkte.
Dies war der Auslöser, der Kiem Pauli dazu brachte, bisher nur mündlich weitergegebene bayrische Volksmusik zu sammeln. Kiem, der neben der Zither auch Harfe und Gitarre spielte, reiste ab 1927 mit dem Fahrrad von Hof zu Hof durch Oberbayern und ließ sich Lieder vorsingen, die er notierte und 1934 als Sammlung oberbayrischer Volkslieder in Buchform veröffentlichte. Begleitet wurde er auf vielen seiner Reisen vom Münchner Musikwissenschaftler Kurt Huber, der die Lieder oft auf einem der ersten Phonographen aufnahm.
Möglich wurden die Reisen erst durch Herzog Ludwig Wilhelm in Bayern und Erbprinz Albrecht von Bayern, die er über Thoma kennenlernte. Über sie hatte Kiem ein Haus und eine Unterstützung, die ihm das Wanderleben erlaubten.
1929 organisierte Kiem ein Preissingen im Gasthaus Überfahrt in Rottach-Egern. Im schriftlichen Bewerbungsverfahren wurden fast 1000 Lieder eingesandt – ein Schatz für den Volksmusiksammler Kiem und der eigentliche Erfolg des Preissingens am 29. und 30. März 1930, das weite Beachtung fand und sogar im Rundfunk übertragen wurde.
Kiem Pauli, der seit dem Ersten Weltkrieg an einem Magen-Darm-Leiden kränkelte, führte sein Werk auch in den folgenden Jahren fort und veröffentlichte bis zu seinem Tod im Jahr 1960 in Wildbad Kreuth weitere Bücher und Volksmusiksammlungen.
Er war Mitglied der katholischen bayerischen Studentenverbindung KBStV Rhaetia München.

## Ehrungen
- 1952: Verdienstkreuz am Bande der Bundesrepublik Deutschland

## Werke
- Kiem Pauli: Sammlung Oberbayrischer Volkslieder. 1934. Reprint: Alte Oberbayrische Volkslieder. Parkland, Köln 2001, ISBN 3-89340-002-8.
- Kurt Huber, Kiem Pauli: Altbayerisches Liederbuch für Jung und Alt. Schott, Mainz 1936 etc., ED 2599.
- Kurt Huber, Kiem Pauli: Oberbayrische Volkslieder. München 1937. Neuausgabe 1954. Reprint: Süddeutscher Verlag, München 1980, ISBN 3-7991-5010-2.
- Kiem Pauli: Singtag mit Kiem Pauli. Alpenländische Weihnachtslieder, Hasinger, Rosenheim 1951, OCLC 165786388.